# Economía de Canadá
La economía de Canadá como sociedad, es rica con una industria de alta tecnología, y con una economía con un PIB superior al billón de dólares estadounidenses (USD), Canadá se parece al sistema económico de mercado de los Estados Unidos y a su patrón de producción y construcción. Desde la Segunda Guerra Mundial, el impresionante crecimiento de la industria manufacturera, la minería y el sector de los servicios han transformado a la nación de una economía rural en una principalmente industrial y urbana.
El Tratado de Libre Comercio con los Estados Unidos, que se firmó en 1989, y después, la creación del NAFTA (Tratado de Libre Comercio de América del Norte TLCAN conocido también por TLC o NAFTA (por sus siglas en inglés North American Free Trade Agreement o ALÉNA) que incluye México, ha producido un sorprendente incremento en el comercio y una mayor integración económica con los Estados Unidos.
Dado que disfruta de numerosos recursos naturales, de una mano de obra capacitada y de capital moderno, Canadá tiene una economía sólida. Con una administración fiscal sólida ha producido un superávit del presupuesto, reduciendo sustancialmente la deuda nacional, aunque un reto nuevo es la administración de los crecientes costes del sistema de sanidad pública. Las exportaciones representan un tercio del PIB. Como México, Canadá disfruta de un superávit que representa el total de quinientos millones USD en el 2015. Canadá está completamente POmul al recibe el 85 % de sus exportaciones, con un PIB que supera el billón USD.
En 2015 la economía canadiense entraba en recesión por la caída del petróleo, ya que este y el gas natural representan un 10 % de su PIB Canadá entra en recesión por el desplome del petróleo.

## Comercio exterior
En 2020, el país fue el duodécimo exportador más grande del mundo (446,5 mil millones USD en bienes, 2,4 % del total mundial). En la suma de bienes y servicios exportados, alcanza los 555,8 mil millones USD y se ubica en el puesto 11.º a nivel mundial. Además de esto, Canadá cuenta con una gran utilidad armamentística, la cual le ha permitido coronarse como una economía dominante a lo largo del mundo. En términos de importaciones, en 2020, fue el duodécimo mayor importador del mundo: 405 mil millones USD.

## Sector primario

### Agricultura
A pesar de ser un país muy frío, Canadá tiene una agricultura extremadamente fuerte. En 2018, Canadá fue el mayor productor mundial de colza (20,3 millones de toneladas), guisante seco (3,5 millones de toneladas) y lenteja (dos millones de toneladas), el segundo mayor productor de avena en el mundo (3,4 millones de toneladas), el sexto mayor productor de trigo (31,7 millones de toneladas) y cebada (8,3 millones de toneladas) del mundo, el séptimo productor mundial de soja (7,2 millones de toneladas), el décimo bruto productor mundial de maíz (13,8 millones de toneladas) y el duodécimo productor mundial de patata (5,7 millones de toneladas). En el mismo año, el país también produjo 688 mil toneladas de lino, 505 mil toneladas de remolacha azucarera (que se utiliza para producir azúcar), 497 mil toneladas de tomate , 424 mil toneladas de manzana, 354 mil toneladas de zanahorias, 341 mil toneladas de frijoles, 311 mil toneladas de garbanzo, 236 mil toneladas de centeno, 240 mil toneladas de cebolla, 219 mil toneladas de repollo, 195 mil toneladas de arándano rojo, 164 mil toneladas de arándano azul, 173 mil toneladas de semilla de mostaza, 138 mil toneladas de champiñón y trufa, 120 mil toneladas de uva, además de producciones menores de otros productos agrícolas.

### Ganadería
En ganadería, en 2019, Canadá produjo 2,17 millones de toneladas de carne de cerdo (noveno productor más grande del mundo), 1,38 millones de toneladas de carne de vacuno (noveno productor más grande del mundo), 1,32 millones de toneladas de carne de pollo (24.º productor mundial), 9,2 mil millones de litros de leche de vaca (19.º productor mundial), ochenta mil toneladas de miel (tercer productor mundial), entre otros.

## Sector secundario

### Industria
El Banco Mundial enumera los principales países productores cada año, según el valor total de la producción. Según la lista de 2019, Canadá tenía la decimoquinta industria más valiosa del mundo (151,7 mil millones USD).
En 2019, Canadá fue el duodécimo productor de vehículos en el mundo (1,9 millones) y el decimoctavo productor de acero (12,8 millones de toneladas). Canadá fue el cuarto productor mundial de aluminio en 2019, ya que el proceso de transformación de bauxita en aluminio demanda una inmensa cantidad de energía, y pocos países tienen un excedente de producción de energía para producir el metal, siendo Canadá uno de estos países. El país es famoso por su producción de jarabe de arce, el más grande del mundo, con aproximadamente el 90 % de la producción realizada en Quebec. En 2016, Quebec produjo alrededor de treinta millones de litros de jarabe de arce.

### Minería
Canadá es uno de los mayores productores de minerales del mundo. En 2019, el país fue el cuarto productor mundial de platino; el quinto mayor productor mundial de oro; el quinto mayor productor mundial de níquel; el décimo productor mundial de cobre; el octavo productor mundial de mineral de hierro; el cuarto productor mundial de titanio; el mayor productor mundial de potasa; el segundo productor mundial de niobio; el cuarto productor mundial de azufre; el séptimo productor mundial de molibdeno; el séptimo productor mundial de cobalto; el octavo productor mundial de litio; el octavo productor mundial de zinc; el decimotercer productor mundial de yeso; el decimocuarto productor mundial de antimonio; el décimo productor mundial de grafito; además de ser el sexto productor mundial de sal. Fue el segundo productor mundial de uranio en 2018.

### Energía
En energías no renovables, en 2020, el país fue el cuarto mayor productor de petróleo del mundo, extrayendo 4,2 millones de barriles / día. En 2019, el país consumió 2,4 millones de barriles / día (octavo consumidor más grande del mundo). El país fue el quinto exportador de petróleo más grande del mundo en 2018 (3,5 millones de barriles / día). En 2015, Canadá fue el quinto productor mundial de gas natural, 149,9 mil millones de m³ por año. En 2019, el país fue el quinto mayor consumidor de gas (120,3 mil millones de m³ por año) y fue el cuarto exportador de gas más grande del mundo en 2015: 78,2 mil millones de m³ por año. En la producción de carbón, el país fue el decimotercer país más grande del mundo en 2018: 59,5 millones de toneladas. Canadá también es el 8.º país con más plantas atómicas en su territorio: en 2019 había 19 plantas, con una capacidad instalada de 13,5 GW.
En energías renovables, en 2020, Canadá fue el noveno productor de energía eólica del mundo, con 13,5 GW de potencia instalada, y el 22.º productor de energía solar del mundo, con 3,3 GW de potencia instalada. En 2014 fue el segundo mayor productor de energía hidroeléctrica del mundo (detrás de China) con una potencia instalada de 76 GW.

## Sector terciario

### Turismo
```
internacionales. Los ingresos por turismo este año fueron de 21,9 mil millones USD.
[
41
]
```

## La federación canadiense
Aunque históricamente Canadá ha estado políticamente dividida en áreas francófonas y angloparlantes, el liberalismo y un reducido interés en la secesión han redefinido la política francófona del nuevo siglo. Este cambio ha disminuido la tensión, y la posibilidad de una división o separación de la federación ya no es una preocupación nacional.
Con el incremento de los precios del petróleo en 2004 y 2005, ha habido una transformación económica: se espera que las provincias de la Columbia Británica, Alberta y Saskatchewan tengan históricos superávits en sus presupuestos. Esto ha provocado que Ontario y Quebec expresen que quieren contribuir con menos porcentaje de impuestos que el resto de las provincias. Alberta, por ejemplo, espera tener un superávit de ocho mil millones de dólares canadienses, los cuales, Ontario y Quebec piden que se destinen al sistema federal con el fin de que estas dos provincias contribuyan con menos impuestos para la federación.

## Canadá y la nafta
La relación de Canadá con los Estados Unidos es un tema importante para los canadienses del siglo XXI. Aunque la llamada «fuga de cerebros» ha disminuido debido a la recesión de los Estados Unidos desde 2001, el mercado laboral canadiense también ha estado afectado. Las disputas sobre las tarifas, la acción multilateral y las nuevas leyes liberales canadienses (como el matrimonio igualitario, la inmigración abierta, y el uso médico de la marihuana) han tensado las relaciones entre ambos países
A pesar de estas diferencias, los Estados Unidos son su principal socio comercial: en comparación, en 1999, el comercio estadounidense con Canadá superó en el comercio de todas las naciones de Latinoamérica con los Estados Unidos. Las exportaciones norteamericanas en Canadá superan las exportaciones hacia todos los miembros de la Unión Europea. El comercio bilateral del puente Ambassador entre Míchigan y Ontario es del mismo tamaño que las exportaciones totales de los Estados Unidos a Japón.
El comercio con los Estados Unidos se incrementó un 40 % desde la firma del NAFTA. Como su socio comercial, México, el 85 % de sus exportaciones están dirigidas en los Estados Unidos. Ambas fronteras, Canadá-Estados Unidos y México-Estados Unidos, son las más transitadas del mundo. El NAFTA, sin embargo, ha provocado una integración mayor entre estos dos países y los Estados Unidos, sin embargo, la integración entre Canadá y México ha sido mucho más lenta, y el comercio no ha crecido al mismo ritmo que con los Estados Unidos. Aun así, el gobierno canadiense tiene un programa de trabajo agrícola temporal para mexicanos, y, aparte de su política migratoria abierta, tiene un programa de contratación laboral y residencia inmediata para los mexicanos con licenciaturas en profesiones específicas como ingeniería y administración.
| Exportaciones a | Exportaciones a | Importaciones de | Importaciones de |
| País            | Porcentaje      | País             | Porcentaje       |
| --------------- | --------------- | ---------------- | ---------------- |
| Estados Unidos  | 85,80 %         | Estados Unidos   | 60,66 %          |
| Japón           | 2,14 %          | Unión Europea    | 11,56 %          |
| China           | 1,25 %          | China            | 5,54 %           |
| Unión Europea   | 5,08 %          | Japón            | 4,13 %           |
| Alemania        | 0,75 %          | México           | 3,63 %           |
| Otros           | 5,00 %          | Otros            | 14,48 %          |

## Comercio exterior

### Importaciones
Se presentan a continuación las mercancías de mayor peso en las importaciones de Canadá para el período 2010-2014. Las cifras están expresadas en USD valor FOB.

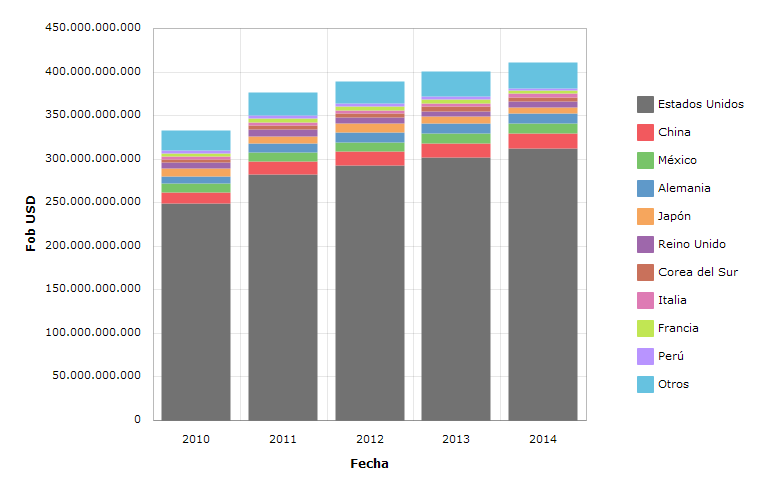
Importaciones de Canadá del periodo 2010-2014 expresadas en USD valor FOB. [http://trade.nosis.com/es/Comex/Importacion-Exportacion/Canadá/Todas-las-posiciones-arancelarias/CA/00 Fuente

| Fecha Mercadería por capítulo arancelario | 2010            | 2011            | 2012            | 2013            | 2014            |
| --- | --------------- | --------------- | --------------- | --------------- | --------------- |
| 87 - vehículos automóviles, tractores, velocípedos y demás vehículos terrestres, sus partes y accesorios                                                                                             | 55 939 954 761  | 61 472 146 961  | 67 454 712 293  | 68 318 874 970  | 68 489 239 829  |
| 84 - calderas, máquinas, aparatos y artefactos mecánicos; partes de estas máquinas o aparatos | 49 432 768 922  | 57 264 317 656  | 60 675 088 199  | 58 971 940 630  | 60 312 207 878  |
| 85 - máquinas, aparatos y material eléctrico, y sus partes | 34 606 337 734  | 35 483 329 739  | 35 156 679 374  | 35 817 481 894  | 35 207 732 092  |
| 27 - combustibles minerales, aceites minerales y productos de su destilación; materias bituminosas; ceras minerales                                                                                  | 18 085 161 778  | 25 809 547 349  | 23 655 149 251  | 29 795 188 789  | 37 312 274 685  |
| 39 - plásticos y sus manufacturas | 12 581 601 025  | 14 091 101 984  | 14 780 791 132  | 15 096 205 126  | 15 697 837 777  |
| 90 - instrumentos y aparatos de óptica, fotografía o cinematografía, de medida, control o precisión; instrumentos y aparatos medicoquirurgicos; partes y accesorios de estos instrumentos o aparatos | 10 117 723 127  | 12 272 248 620  | 12 227 028 514  | 12 083 513 797  | 11 709 976 765  |
| 73 - manufacturas de fundición, hierro o acero | 8 475 354 743   | 10 374 739 093  | 11 327 860 993  | 11 088 068 129  | 11 133,353529   |
| 71 - perlas naturales (finas)* o cultivadas, piedras preciosas o semipreciosas, metales preciosos, chapados de metal precioso (plaque) y manufacturas de estas materias; bisutería; monedas          | 9 897 149 129   | 12 171 732 928  | 10 740 512 858  | 11 278 736 026  | 8 195 481 737   |
| 30 - productos farmacéuticos | 10 172 446 266  | 9 834 599 306   | 9 363 040 836   | 9 022 256 043   | 8 655 697 844   |
| 72 - fundición, hierro y acero | 7 500 181 180   | 8 582 013 128   | 8 463 297 521   | 7 568 495 030   | 8 781 246 513   |
| Demás capítulos | 116 035 460 150 | 129 584 880 484 | 134 897 640 688 | 141 181 349 055 | 145 400 695 772 |
| Total | 332 844 138 814 | 376 940 657 247 | 388 741 801 660 | 400 222 109 489 | 410 895 744 420 |

### Exportaciones
Se presentan a continuación los principales socios comerciales de Canadá para el periodo 2010-2014. La mayoría de sus importadores están en América, Asia y Europa. Las cifras expresadas son en USD valor FOB.

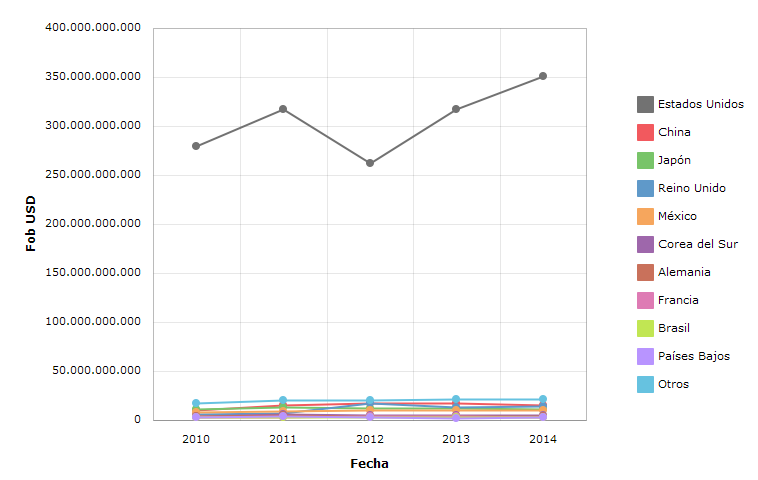
Exportaciones de Canadá del periodo 2010-2014 expresadas en USD valor FOB. [http://trade.nosis.com/es/Comex/Importacion-Exportacion/Canadá/Todas-las-posiciones-arancelarias/CA/00 Fuente

| Fecha País importador | 2010            | 2011            | 2012            | 2013            | 2014            |
| --------------------- | --------------- | --------------- | --------------- | --------------- | --------------- |
| Estados Unidos        | 279 456 088 749 | 317 357 940 066 | 262 076 915 033 | 316 836 957 949 | 351 160 293 631 |
| China                 | 10 573 363 595  | 15 137 644 126  | 16 854 412 019  | 17 180 577 521  | 15 501 803 507  |
| Japón                 | 10 848 773 734  | 12 883 378 744  | 12 576 369 268  | 11 885 707 727  | 11 184 038 835  |
| Reino Unido           | 6 436 612 235   | 7 331 420 752   | 17 011 537 170  | 13 452 730 518  | 14 104 884 396  |
| México                | 8 603 847 376   | 9 655 360 092   | 9 886 045 919   | 9 843 650 274   | 10 041 804 832  |
| Corea del Sur         | 4 351 138 000   | 6 612 048 000   | 5 243 491 000   | 4 728 297 000   | 5 442 190 000   |
| Alemania              | 4 085 581 348   | 5 321 827 306   | 3 999 000 968   | 4 344 872 972   | 3 583 182 513   |
| Francia               | 2 614 623 499   | 3 312 595 221   | 3 768 825 046   | 3 647 190 080   | 3 331 607 724   |
| Brasil                | 2 713 694 678   | 3 553 312 271   | 3 072 137 103   | 3 001 539 907   | 2 714 973 490   |
| Países Bajos          | 3 032 263 881   | 3 595 987 907   | 2 623 422 161   | 2 228 945 514   | 2 619 865 880   |
| Resto del mundo       | 17 791 491 724  | 20 652 897 062  | 20 227 446 860  | 21 546 162 111  | 21 385 267 926  |
| Total                 | 350 507 478 819 | 405 414 411 547 | 357 339 602 547 | 408 696 631 572 | 441 069 912 733 |

## Calidad de vida
Canadá tiene una posición muy elevada en los rankings internacionales de calidad de vida. Ocupa la quinta posición en IDH del mundo, la sexta en el índice de desarrollo sostenible y la duodécima en transparencia. La ciudad de Vancouver ha sido catalogada como la mejor ciudad para vivir en todo el mundo.